# سیمسبورو (لوئیزیانا)
سیمسبورو (به انگلیسی: Simsboro) شهری در ایالت لوئیزیانا کشور ایالات متحده آمریکا است که جمعیت آن در سرشماری سال ۲۰۱۰ میلادی، ۸۴۱ نفر بوده‌است.